# Ramersberg

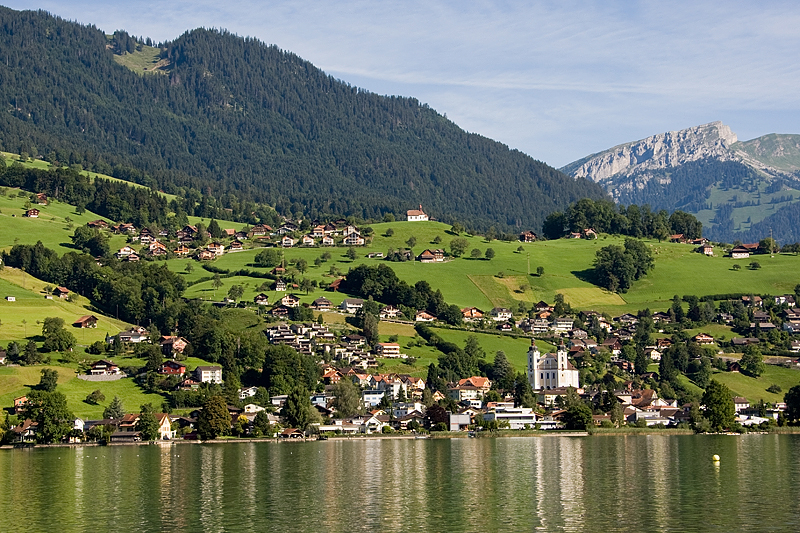
Blick vom Sarnersee auf Sarnen und darüber in der Bildmitte Ramersberg mit der Kapelle St. Wendelin

Ramersberg ist ein Ortsteil der Gemeinde Sarnen im Kanton Obwalden mit 315 Einwohnern (Stand: 31. Dezember 2019).

## Geographie
Ramersberg liegt westlich des Dorfes Sarnen auf einem erhöhten, exponierten Hügel. Der Weiler ist keine verwaltungstechnisch oder politisch abgegrenzte Einheit von Sarnen, daher sind die Grenzen nicht genau festgelegt. Im engeren Sinn besteht Ramersberg aus einem geschlossen bebauten Gebiet. Dieses findet jedoch seine Fortsetzung in Einzelgebäuden, zumeist Bauernhöfe, die um den Ortskern zunächst noch in geringem Abstand zueinander stehen.

## Sehenswürdigkeiten
Die Kapelle St. Wendelin steht auf einem exponierten Hügel am oberen Ortsrand von Ramersberg. Sie wurde erstmals 1499 urkundlich erwähnt und 1692/93 erfolgte der Neubau an der heutigen Stelle. Am 9. Oktober 1693 wurde sie durch Weihbischof Konrad Ferdinand Gaist geweiht. 1968 erfolgte eine Gesamtrestaurierung, das Hochaltarbild von Louis Niederberger wurde durch eine barocke Wendelinstatue ersetzt. Schliesslich wurde 1988 eine umfassende Aussenrenovation vorgenommen. Die Kapelle besteht aus einem zweiachsigen Langhaus mit eingezogenem Chor, an dem an der Stirnwand die polygonal ausgebildete Sakristei angefügt ist. Ein leicht geknicktes Satteldach vereinigt Schiff und Chor unter einem gemeinsamen First, über dem Chor steht auf dem Dach ein hexagonales Barocktürmchen mit Zwiebel. Ein kreuzgratgewölbtes Vorzeichen mit Einfriedung, zwei toskanischen Säulen und Walmdach schützt die Eingangspforte. Der Altarraum ist einheitlich in blauer Marmorimitationsmalerei ausgestattet. Der Hochaltar wird auf 1698 datiert.
Das Dorfbild von Ramersberg ist im Inventar der schützenswerten Ortsbilder der Schweiz (ISOS) als schützenswertes Ortsbild der Schweiz von nationaler Bedeutung eingestuft.

## Wirtschaft
Der Weiler ist durch landwirtschaftliche Betriebe geprägt. Es gibt einige Ferienwohnungen und eine Unterkunft mit Weiterbildungsangebot. Die Korporation Ramersberg, deren Wurzeln weit zurück in der Zeit vor der Gründung der Eidgenossenschaft reichen, verwaltet den gemeinen Grundbesitz (Allmenden, Alpen und Wälder) zum Wohle des Gemeinwesens.

## Verkehrsanbindung
Ramersberg ist mit dem Hauptdorf Sarnen über die Schwanderstrasse verbunden, von dieser zweigt zuletzt eine steil ansteigende, schmale Fahrstrasse hoch zum Weiler Ramersberg. Der Weiler verfügt seit 2019 wieder über eine eigene Postautolinie (Nr.: 346), die vom Dörfli nach Sarnen Bahnhof fährt und so den Anschluss an die S-Bahn nach Luzern und Interlaken Ost gewährt.